# Jean-Baptiste Prosper Jollois
Jean-Baptiste Prosper Jollois (Brienon-l'Archevêque, 4 gennaio 1776 – Parigi, 24 giugno 1842) è stato un ingegnere ed egittologo francese.

## Biografia
Jollois studiò dal 1787 dapprima come pensionante presso il collegio di Joigny nel dipartimento della Yonne, poi a Sens, come scrisse al direttore della scuola di Ponti e Strade.
In seguito, nel 1794, s'iscrisse all'École polytechnique, dove studiò sotto la guida di Louis Didier Jousselin e Louis Poinsot rimanendovi per tre anni.
Membro della Commission des sciences et des arts durante la campagna d'Egitto del 1798, sostenne un esame al Cairo con Gaspard Monge conseguendo il titolo di ingegnere ordinario dei Ponti e delle Strade.
Il 19 marzo 1799, lasciò il Cairo per l'Alto Egitto sotto la direzione di Pierre Simon Girard e accompagnato da Descotils, Rozière, Dupuis, ingegneri minerari, Villiers du Terrage, Dubois-Aimé e Duchanoy, ingegneri civili, Castex, scultore, per acquisire informazioni sul commercio, l'agricoltura, la storia naturale, le opere d'arte e le antichità di tale regione e, soprattutto, per esaminare il regime idrico del Nilo, a monte della prima cateratta e studiare il sistema di irrigazione.
Visito l'Egitto assieme a Édouard de Villiers du Terrage e con lui scoprì, nell'agosto 1799, la tomba di Amenofi III (tomba n. KV22 nella Valle dei Re).
Partecipò alla scrittura della monumentale opera Description de l'Égypte.
Di ritorno in Francia, riprese il suo posto originario solo nel 1810, incaricato di seguire i lavori dei ponti e dei lungosenna (quai) di Parigi.
Divenuto ingegnere capo nel 1819, fu incaricato per il dipartimento dei Vosgi nel 1819, in seguito del Loiret.
Nel 1820 fece erigere il monumento a Giovanna d'Arco a Domrémy.
Direttore del dipartimento della Senna e dei ponti di Parigi nel 1830, morì nel suo ufficio mentre lavorava.
Jollois si sposò con una delle figlie di Germain-André Soufflot de Palotte, pronipote del celebre architetto Soufflot.

## Onorificenze

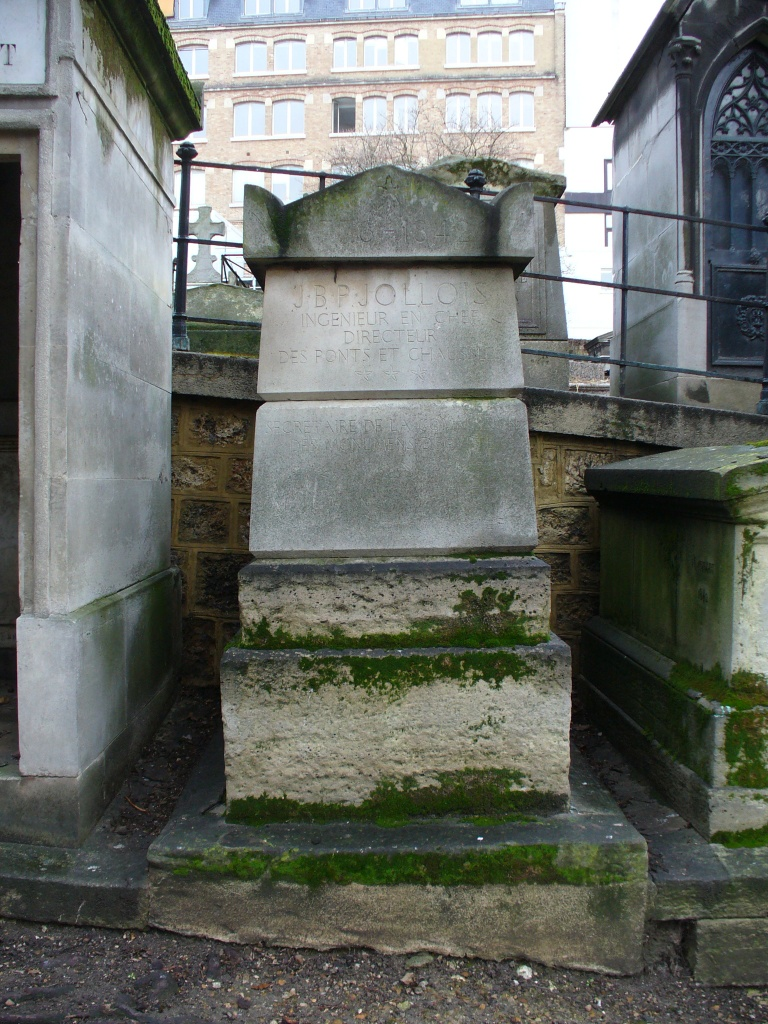
Tomba di Jollois (presso il cimitero di Montmartre

Jollois fu presidente della Société royale des Antiquaires de France nel 1833.
Gli fu conferita l'onorificenza di Ufficiale della Legion d'onore.

## Opere principali
- J.B. Jollois, E. Devilliers, Recherches sur les bas-reliefs astronomiques des Égyptiens et parallèle de ces bas-reliefs avec les différens monumens astronomiques de l'antiquité, d'où résulte la connoissance de la majeure partie des constellations égyptiennes, 1817.
- Appendice aux recherches sur les bas-reliefs astronomiques des Égyptiens, par MM. Jollois et Devilliers, impr. de Paul Dupont, Parigi, 1836.
- Histoire abrégée de la vie et des exploits de Jeanne d'Arc, surnommée la Pucelle d'Orléans..., 1821.
- Journal d’un ingénieur attaché à l’Expédition d’Égypte (1798-1802), Bibliothèque égyptologique, in-8°, Parigi, Éd. E. Leroux, 1904,  p. 254. — Éd. par Pierre Lefèvre-Pontalis. Contiene anche estratti dei diari di Fourier, Jomard, Delille, Saint-Genis, Descostils, Balzac et Coraboeuf.
- Notice sur les monuments élevés en France à la mémoire de Jeanne d'Arc, 1834.
- Lettre à Messieurs les membres de la Société royale des antiquaires de France sur l'emplacement du fort des Tourelles de l'ancien pont d'Orléans, 1834.
- Mémoire sur quelques antiquités remarquables du département des Vosges, Derache, Parigi, 1843. Ce document comprend un volume de textes et un volume de planches, numérisés et disponibles sur le site de la bibliothèque multimédia intercommunale d’Épinal.
- Mémoire sur les antiquités du département du Loiret, 1836.